# Goniothalamus rotundisepalus
Goniothalamus rotundisepalus este o specie de plante din genul Goniothalamus, familia Annonaceae, descrisă de Murray Ross Henderson. Conform Catalogue of Life specia Goniothalamus rotundisepalus nu are subspecii cunoscute.